# Fédoua Lamodière
Fédoua Lamodière est une traductrice de manga française née le 6 juin 1980. Elle écrit et dessine également ses propres œuvres sous le pseudonyme de Shindo.
Elle est l'une des traductrices francophones de manga les plus reconnues depuis le début de ses activités au début des années 2000. Elle est notamment la traductrice des mangas Dragon Ball en France à partir de 2003, et a traduit des titres comme Pandora Hearts, Rave, Seven Deadly Sins, Jujutsu Kaisen ou L'Atelier des sorciers.

## Biographie
Fédoua Lamodière, de son nom de naissance Fédoua Thalal, nait en 1980,. Elle étudie le japonais et la traduction à l'Institut national des langues et civilisations orientales entre 1998 et 2003,. Elle a également traduit sous le nom de Tiffy Shindo.

### Traductrice
Son premier poste de traduction commerciale est sur un manga dérivé de Pokémon, nommé Pikachu Adventures!, en 2001 pour le compte de l'éditeur Glénat. En 2002, toujours étudiante et peu expérimentée, elle émet la suggestion de retraduire Dragon Ball dont la traduction des années 1990 est parfois datée ou incorrecte ; ce que l'éditeur accepte, et lui confie,.
En 2025, elle fait partie des nommés finaux pour le prix Konishi de la meilleure traduction francophone de manga de l'année 2024 pour sa traduction du manga Chroniques de la Mariée de Bretagne de Junji Takehara, publié chez Kurokawa.
Lamodière est considérée comme « une référence dans le milieu de la traduction » de manga, particulièrement pour sa polyvalence et son expérience. En parallèle du manga, elle a également traduits différents romans dérivés et albums jeunesse japonais,,. En 2022 et 2023, elle est conférencière au Festival d'Angoulême pour évoquer le métier de traducteur de manga,.
Ses choix de traduction sur des séries populaires (comme Dragon Ball ou Jujutsu Kaisen) ont régulièrement amené à des épisodes de cyberharcèlement dénoncés par Lamodière durant les années 2020, ces mangas étant régulièrement traduits de façon alternative et illégale,. Lamodière répond régulièrement d'elle-même aux questions concernant ses décisions d'adaptation sur les réseaux sociaux.

### Autrice
Lamodière travaille sur des bandes dessinées amateur depuis les années 2000 sous le pseudonyme de Shindo,.
En 2022, elle lance et réussit une campagne de financement participatif pour auto-éditer sa propre bande dessinée d'inspiration manga nommée Pilgrim, qu'elle scénarise et dessine elle-même,.

## Publications
Les informations listées dans cette section proviennent des crédits de traduction présents dans chaque volume publié, compilés par diverses bases de données (comme celle de la Bibliothèque nationale de France) et sites de commerce en ligne,,. Les années mentionnées reflètent les dates de parution des volumes traduits, et non la parution initiale du titre dans son pays d'origine (ou celle de la première parution française dans le cas de traductions multiples).

### Glénat
- 2002–2021 : Ranma ½ de Rumiko Takahashi (tomes 36 à 38 puis nouvelle traduction)
- 2002–2008 : Rave d'Hiro Mashima
- 2002 : Sand Land d'Akira Toriyama
- 2003–2006 : Black Cat de Kentarô Yabuki
- 2003–2008 : Dragon Ball d'Akira Toriyama (nouvelle traduction)
- 2005–2006 : Full Moon : À la recherche de la pleine Lune d'Arina Tanemura
- 2005 : Shin Shunkaden de CLAMP
- 2008–2009 : Madara de Sho-U Tajima et Eiji Ōtsuka
- 2009 : The Outsider de Gō Tanabe et H. P. Lovecraft
- 2009–2011 : Taitei no Ken - L'épée de l'empereur de Baku Yumemakura
- 2010–2015 : Chi : Une vie de chat de Konami Kanata
- 2010 : Captain Tsubasa - Olive et Tom de Yōichi Takahashi (nouvelle traduction ; tomes 1 à 4)
- 2010 : Bloody Kiss de Kazuko Furumiya
- 2014–en cours : Altaïr de Kotono Katō
- 2015–en cours : Dragon Ball SD de Naho Ōishi et Akira Toriyama
- 2015 : Jaco the Galactic Patrolman d'Akira Toriyama
- 2015 : Katsura Akira d'Akira Yoriyama et Masakazu Katsura
- 2017–en cours : Dragon Ball Super de Toyotarō et Akira Toriyama
- 2019 : Dragon Ball Extra - Comment je me suis réincarné en Yamcha de Dragon Garrow Lee et Akira Toriyama

### Ototo/Taifu
- 2005–2007 : +Anima de Natsumi Mukai
- 2005–2007 : Gravitation de Maki Murakami
- 2005–2006 : Samurai Rising de Hideyuki Kurata et Shutaro Yamada
- 2005–2007 : Shiro : Détective Catastrophe de Naoki Serizawa
- 2006–2010 : Les Princes du Thé de Nanpei Yamada

### Soleil/Delcourt/Tonkam
- 2005–2007 : Elle et lui : KareKano de Masami Tsuda
- 2005–2006 : God Child de Kaori Yuki
- 2006–2009 : Parmi eux de Hisaya Nakajō
- 2006–2012 : Les Descendants des ténèbres de Yoko Matsushita
- 2007–2013 : Dragon Quest : La Quête de Daï de Riku Sanjō et Kōji Inada
- 2007–2008 : Ludwig Revolution de Kaori Yuki
- 2008 : Kaïné de Kaori Yuki
- 2008 : Vampire Host de Kaori Yuki
- 2008 : Le Parfum de Kaori Yuki
- 2008–2009: Boy's Next Door de Kaori Yuki
- 2008–2011 : To LOVE-ru de Saki Hasemi et Kentarō Yabuki
- 2009 : Les Contes Cruels de Kaori Yuki
- 2009 : Gravel Kingdom de Kaori Yuki
- 2012 : Bus Gamer de Kazuya Minekura
- 2012–2016 : To LOVE Darkness de Saki Hasemi et Kentarō Yabuki (tomes 1 à 14)
- 2014–2015 : Liselotte et la Forêt des sorcières de Natsuki Takaya
- 2022–en cours : Mon Coloc est une Gameuse de Renjuro Kindaichi

### Pika/Nobi nobi!
- 2005–2006 : Happy Mania de Moyoco Anno
- 2008–2010 : Alive - Last Evolution de Tadashi Kawashima et Adachitoka (tomes 1 à 14)
- 2008–2010 : Tsubasa Reservoir Chronicle de CLAMP (tomes 19 à 28)
- 2009–2012 : Kobato. de CLAMP
- 2010 : Sakuran de Moyocco Anno
- 2011–2017 : Uragiri de Hotaru Odagiri
- 2012 : Codename Sailor V de Naoko Takeuchi (nouvelle traduction)
- 2013–2021 : Chihayafuru de Yuki Suetsugu (tomes 1 à 16, 19, 20, et 27 à 37)
- 2014 : Sailor Moon - Short Stories de Naoko Takeuchi
- 2014–2021 : Seven Deadly Sins de Nakaba Suzuki
- 2014–2022 : UQ Holder! de Ken Akamatsu
- 2015 : In Wonderland de Takahiro Yabuuchi
- 2015 : Alice au pays des merveilles de Junko Tamura et Lewis Carroll
- 2015–2017 : Miaou ! - Le quotidien de Moustic de Minori Kakio
- 2015–2017 : xxxHOLiC Rei de CLAMP
- 2015–2017 : Tsubasa World Chronicle de CLAMP
- 2015–2018 :  Miaou ! - Big-Boss le Magnifique de Minori Kakio
- 2017–2024 : Card Captor Sakura - Clear Card Arc de CLAMP
- 2018 : Le bonheur c'est simple comme un bento de Yuzu de Umetarō Aoi
- 2018 : Seven Deadly Sins - Seven Days de Mamoru Iwasa, Yō Kokikuji, et Nakaba Suzuki
- 2018–en cours : L'Atelier des sorciers de Kamome Shirahama
- 2019–2020 : Blizzard Axel de Nakaba Suzuki
- 2021–en cours : La Cuisine des sorciers de Kamome Shirahama
- 2022–en cours : Four Knights of the Apocalypse de Nakaba Suzuki
- 2023 : Star Wars: Visions (ouvrage collectif)
- 2024–2025 : Hadès ou l'enfer des noces de Yūho Ueji
- 2024–en cours : Fallen Zeus - Le Dieu Suprême et l'esclave d'Ei Ohitsuji

#### Livres jeunesse
- 2010 : Chic, des bonbons magiques ! de Tatsuya Miyanishi
- 2011 : Bonjour Tamago ! de Tadashi Akiyama
- 2011 : Dur dur d'être Tamago de Tadashi Akiyama
- 2011 : Shiro et les flammes arc-en-ciel de Yukio Abe
- 2012 : Daisy l'apprentie sorcière de Makoto Ueda
- 2012 : Joyeux Noël monsieur Loup de Tatsuya Miyanishi
- 2012 : La Maison en petits cubes de Kunio Katō et Kenya Hirata
- 2012 : Mon voisin Masuda de Miho Takeda
- 2013 : Bonolon : le gardien de la forêt de Tetsuo Hara, Seibō Kitahara et Gō Nagayama
- 2013 : Lika aux cheveux longs de Yūji Kanno
- 2013 : La maison-ballon de la famille Hippo de Yukio Abe
- 2013 : Le monstr'ouille de Miho Takeda
- 2013 : Tamago... Transformation ! de Tadashi Akiyama
- 2014 : De qui a peur le grand méchant loup ? de Chika Shigemori
- 2014 : Bonolon : l'île de la tortue de Tetsuo Hara, Seibō Kitahara et Gō Nagayama
- 2014 : Isaac, l'affreux méchant loup d'Erie Sonoda
- 2014 : Mamie "Faut pas gâcher" de Mariko Shinju
- 2014 : Le petit camion rouge de Tatsuya Miyanishi
- 2014 : Bonolon : Ulyssia la fée bleue de Tetsuo Hara, Seibō Kitahara et Gō Nagayama
- 2015 : Alice au pays des merveiles de Michiyo Hayano, Shinobu Uemura, et Lewis Carroll
- 2015 : Mon corps et ses petits caprices de Tarō Gomi
- 2015 : Petit camion rouge et petit camion noir de Tatsuya Miyanishi
- 2016 : Bébé arrive ! d'Eiko Kadono, Kōshirō Hata
- 2016 : Et toi, que ferais-tu ? de Tarō Gomi
- 2016 : Petit camion rouge et petit camion jaune de Tatsuya Miyanishi
- 2016 : Petit camion rouge et petit camion vert de Tatsuya Miyanishi
- 2016 : Des moutons partout ! d'Haluka Nohana
- 2016 : Qu'est-ce que vous faites, monsieur l'architecte ? de Kunihiko Aoyama
- 2017 : Beaucoup de moutons pour un loup glouton de Mayuko Kishira
- 2017 : Est-ce qu'on se ressemble ? de Tarō Gomi
- 2017 : Juste un petit peu de Yūko Takimura
- 2017 : Le long d'un reflet de Shinsaku Fujita
- 2017 : Mémoires d'un beau manoir de Kunihiko Aoyama
- 2017 : Pousse, petite pousse ! de Yūichi Kasano
- 2017 : Vite, à la rivière ! de Yūichi Kasano
- 2017 : Les quatre lapins et les écharpes fantastiques de Mutsuko Watari
- 2018 : Cueillons les feuilles de thé de Yūchi Kasano
- 2018 : Enfin avec ma mamie ! de Tarō Gomi
- 2018 : Tu rentres quand ? de Nagako Suzuki
- 2018 : Vous pouvez me lire ce livre ? d'Erie Sonoda
- 2019 : La petite goutte de trop de Shinsuke Yoshitake
- 2019 : Tête-en-l'air dit tout le contraire de Tadashi Akiyama
- 2020 : Qu'est-ce que Tata mijote ? de Tarō Gomi

### Kazé/Asuka/Crunchyroll
- 2005 : Cantarella de You Higuri (tomes 3 et 4)
- 2013 : Yellow de Makoto Tateno (nouvelle traduction)
- 2014–en cours :  Sekaiichi Hatsukoi de Shungiku Nakamura

### Ki-oon
- 2008 : Nui ! de Natsumi Mukai (tome 2)
- 2008–2009 : Slayers - Knight of Aqua Lord d'Hajime Kanzaka
- 2009–2011 : Bamboo Blade de Masahiro Totsuka et Aguri Igarashi
- 2009–2010 : Tales of Symphonia de Hitoshi Ichimura
- 2010–2011 : Tales of Destiny de Shinki Kitsutsuki
- 2010–2016 : Pandora Hearts de Jun Mochizuki
- 2010–2011 : Diabolic Garden d'Ichigo Shiraki
- 2010–2011 : Alice au royaume de cœur de QuinRose, Sōmei Hoshino, et Lewis Carroll
- 2012 : Crimson-Shell de Jun Mochizuki
- 2012–2013 : Lost Paradise de Tōru Naomura
- 2012–2014 : Undertaker Riddle d'Higasa Akai
- 2012–2015 : The Arms Peddler de Kyōichi Nanatsuki  et Night Owl
- 2012–2016 : Bloody Cross de Shiwo Komeyama
- 2012 –en cours : Barakamon de Satsuki Yoshino
- 2013–2016 : Lucika Lucika de Yoshitoshi ABe
- 2014–2015 : Kid I Luck! de Yūkō Osada
- 2014–2016 : Dragon Quest: Emblem of Roto de Chiaki Kawamata et Kamui Fujiwara
- 2014–2016 : Animal Kingdom de Makoto Raiku
- 2017–2022 : Reine d'Égypte de Chie Inudoh
- 2017–2019 : Im de Makoto Morishita
- 2017–en cours : Les Mémoires de Vanitas de Jun Mochizuki
- 2018–2023 : Beyond the Clouds de Nicke
- 2020–2026 : Jujutsu Kaisen de Gege Akutani
- 2020 : Act-Age de Tatsuya Matsuki et Shiro Usazaki
- 2021 :  Les Racailles de l'autre monde de Hiromasa Okujima
- 2021–2024 : Coco - L'île magique de Keisuke Kotobuki
- 2022–2023 : Slice of Life de Satsuki Yoshino

### Komikku
- 2014 :  Oh My Cats ! de Kotsubu Sakaki
- 2014 :  Fatima, déesse de la Vie de Raika Mizushima
- 2015–en cours : Minuscule de Takuto Kashiki
- 2015–en cours : The Ancient Magus Bride de Kore Yamazaki
- 2017–2021 : L'Enfant et le Maudit de Nagabe
- 2020 : The Wize Wize Beasts of the Wizarding Wizdoms de Nagabe

### Casterman
- 2021 : Comet Girl de Yuriko Akase

### Kurokawa
- 2024–en cours : Harcèlement scolaire - La Méthode du détective Imamura d'Hirotaka Abe et Katsumasa Enokiya
- 2024–en cours :  Chroniques de la Mariée de Bretagne de Junji Takehara

### Doki-Doki
- 2017–2019 : Nirvana de Sayuki et Shizen no Teki-P
- 2018–2020 : Fairy Tale Battle Royale de Soraho Ina

### Rue de Sèvres
- 2024 :  Le Petit monde de Kabocha de Daisuke Igarashi

## Récompenses
- 2025 : Nommée en sélection finale du prix Konishi pour Chroniques de la Mariée de Bretagne (Junji Takehara)